# Handflöte

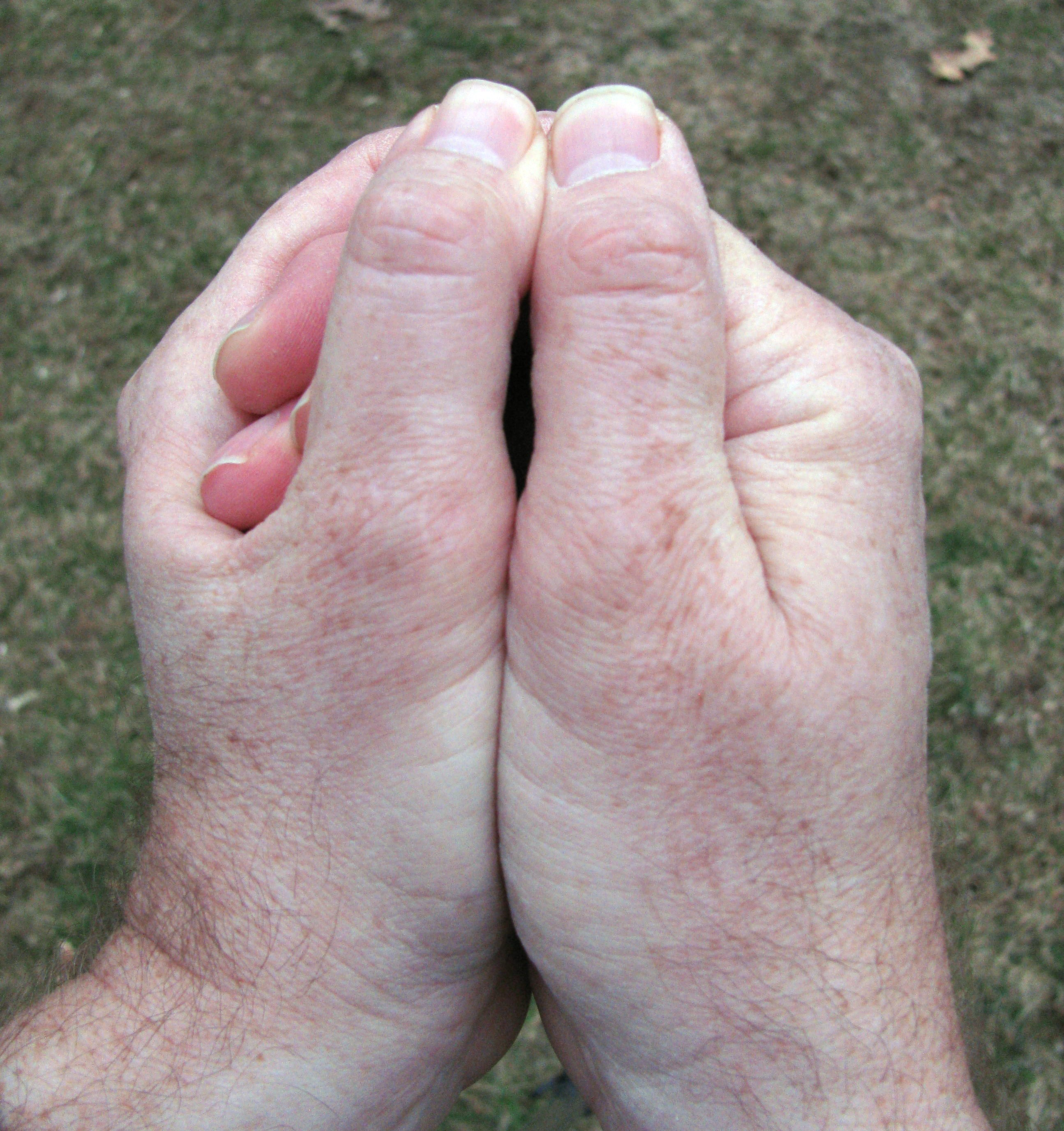
Durch einen kleinen Spalt zwischen den Daumen wird in die Hände geblasen.

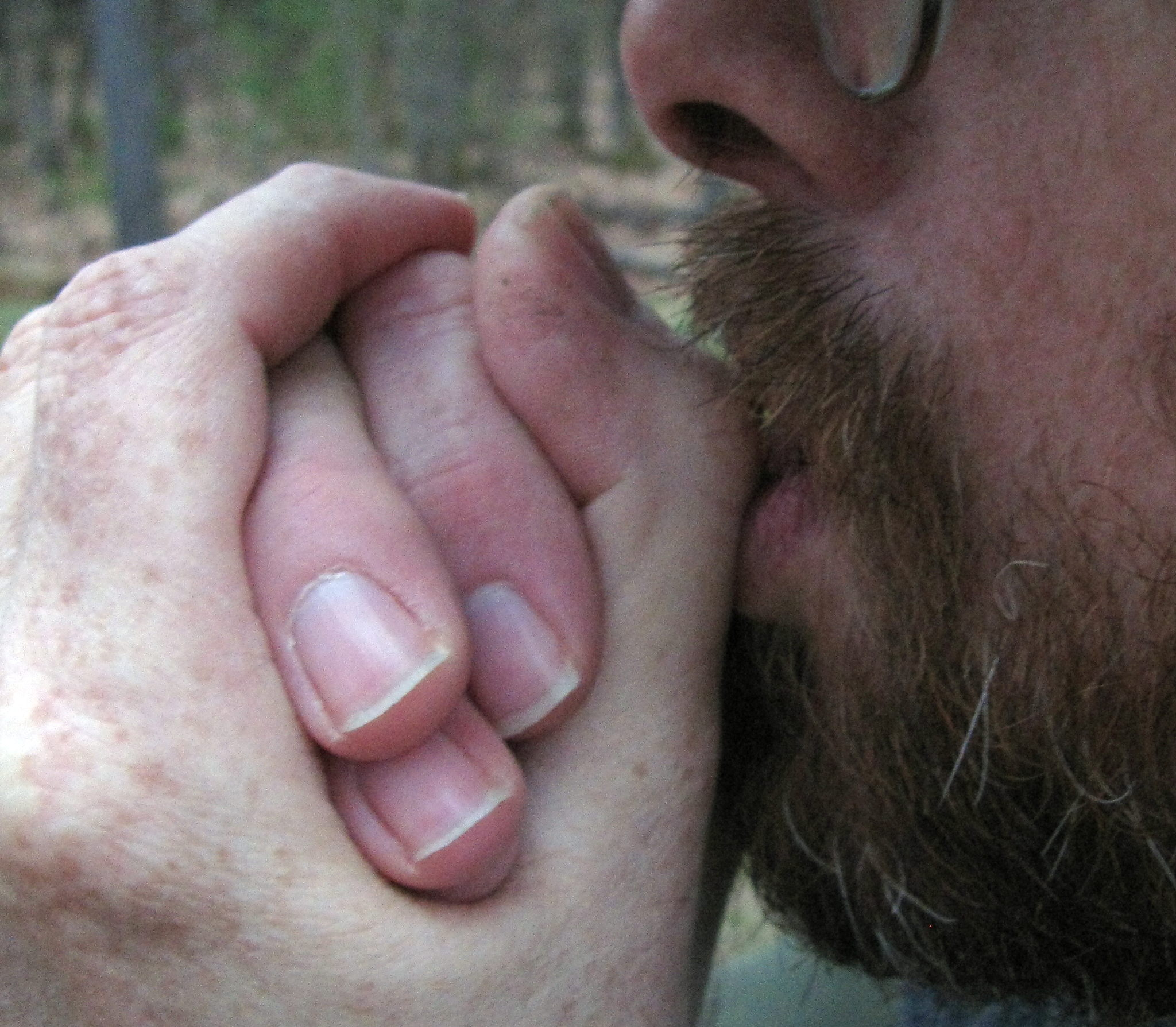
Die Daumengelenke werden an die Lippen gesetzt.

Als Handflöte bezeichnet man ein mit den Händen geformtes „Musikinstrument“, mit dem sich Töne wie bei einer Gefäßflöte erzeugen lassen. Es wird auch Handokarina oder Handpfeife genannt. Indem man einen Helmholtz-Resonator mit den Händen formt und Luft durch einen kleinen Spalt zwischen den Daumen in die Hände bläst, erhält man einen Klang. Es gibt zwei unterschiedliche Techniken der Handhaltung: die Technik der hohlen Hände und die der gefalteten Hände. Die erzeugte Tonhöhe hängt von der Haltung der Hände ab, wodurch die Größe des Helmholtz-Resonators verändert wird. Je kleiner der Helmholtz-Resonator, desto höher ist der Ton. Die besten Handflötisten der Welt erreichen einen Tonumfang von bis zu 2,5 Oktaven. Oft werden mit dieser Pfeiftechnik Eulen- oder Kuckucksrufe imitiert.
Mitsuhiro Mori ist ein Handflötenspieler und tritt mit der Gruppe Childhood auf.
Peter Hassell verfügt über ein großes Repertoire klassischer Musik und nutzt die Technik der gefalteten Hände.